# Marathon van Bonn 2007
De marathon van Bonn 2007 vond plaats op zondag 22 april 2007 in Bonn.

## Uitslagen

### Mannen
| rang   | naam             | land      | tijd    |
| ------ | ---------------- | --------- | ------- |
| Goud   | David Kuino      | Kenia     | 2:14.05 |
| Zilver | Matthew Serem    | Kenia     | 2:15.02 |
| Brons  | John Kirui       | Kenia     | 2:15.34 |
| 4      | Francis Kiprop   | Kenia     | 2:15.49 |
| 5      | Mark Yatich      | Kenia     | 2:18.38 |
| 6      | Jiri Zak         | Tsjechië  | 2:29.02 |
| 7      | Abdel Boukriniau | België    | 2:29.20 |
| 8      | Josphat Kipketer | Kenia     | 2:29.59 |
| 9      | Rostilaw Kolich  | Tsjechië  | 2:34.06 |
| 10     | Thomas Schneider | Duitsland | 2:42.04 |

### Vrouwen
| rang   | naam               | land      | tijd    |
| ------ | ------------------ | --------- | ------- |
| Goud   | Christiane Dobmeir | Duitsland | 2:47.05 |
| Zilver | Jackline Cheptoo   | Kenia     | 2:53.11 |
| Brons  | Valentina Delion   | Moldavië  | 2:53.51 |

2002 ·
2003 ·
2004 ·
2005 ·
2006 ·
2007 ·
2008 ·
2009 ·
2010 ·
2011 · 
2012 · 
2013 · 
2014 · 
2015 · 
2016 · 
2017